# 勒文施泰特
勒文施泰特（德語：Löwenstedt；丹麥語：、Lyngsæd 和 Løvensted）是德国石勒苏益格－荷尔斯泰因州的一个市镇。总面积19.62平方公里，总人口678人，其中男性338人，女性340人（2011年12月31日），人口密度35人/平方公里。